# Luca Urbani
Luca Urbani dr. (Róma, 1957. május 11. –) olasz orvos, űrhajós, alezredes.

## Életpálya
1981-ben  az  "La Sapienza" Orvosi Egyetemen szerzett (summa cum laude) orvosi diplomát. 1984-ben tudományos fokozatot szerzett, amit 1989-ben megvédett. 1983–1984-ben az olasz hadsereg Medical Corps tisztiorvosa. 1985-től az olasz légierő Medical Officer orvosa. 1985-1987 között a Vigna di Valle AFB (Róma) vezetője. 1989-ben a Haditengerészet Repülő Kórházának (USAF) tudományos munkatársa. Privát repülőgép (vitorlázógép) vezetői jogosítvánnyal rendelkezik. Több mint 2850 órát töltött a levegőben vitorlázó- és könnyű, motoros repülőgéppel. 1991-ben 61 európai (25 olasz pályázó közül) jelölt közül választotta ki az Európai Űrügynökség (ESA) bizottsága.
1995. május 8-tól a Lyndon B. Johnson Űrközpontban részesült űrhajóskiképzésben. Kiképzett űrhajósként tagja volt az STS–78 támogató (tanácsadó, problémamegoldó) csapatának. Űrhajós pályafutását 1996. július 7-én fejezte be.

## Írásai
Több mint 50 írása jelent meg szaklapokban (halló és egyensúlyozó szerv kórélettana)

## Tartalék személyzet
STS–78 a Columbia űrrepülőgép 20. repülésének küldetésfelelőse.